# الحكم بن هشام
أبو العاص الحكم بن هشام الأموي (154 هـ/771 م-206 هـ/822 م) ثالث أمراء الدولة الأموية في الأندلس، والمعروف بلقب الحكم الربضي. استطاع إخضاع كافة الثورات الداخلية التي قامت في عصره في الأندلس، والتي كان أخطرها وقعة الربض التي كادت أن تسقط عرشه. إلا أن عصره شهد فقدان بعض المدن الأندلسية كجرندة وبرشلونة، فـكانتا النواة التي تكونت منها كونتية برشلونة في شرق الأندلس.

## تاريخه
ولد الحكم بن هشام في عام 154 هـ في قرطبة للأمير هشام بن عبد الرحمن ثاني أمراء الدولة الأموية في الأندلس من جاريته زخرف.
وقد بويع له بالإمارة بوصية والده في 8 صفر 180 هـ. استهل الحكم حكمه عام 180 هـ بتوجيهه حملة عسكرية بقيادة عبد الكريم بن عبد الواحد بن مغيث لغزو ألبة والقلاع، عاد منها محملاً بالغنائم.
وفي عام 181 هـ، استغل عمّـاه سليمان وعبد الله وفاة أبيه، وتسللا إلى الأندلس قادمين من منفاهما في المغرب، وتواصلا مع الثائرين في الثغر الأعلى. وفي العام نفسه، ثار عليه «أبو الحجاج بهلول بن مروان» في سرقسطة، و«عبيدة بن حميد» حليف عمه البلنسي في طليطلة. فأرسل الحكم إلى عمروس بن يوسف -زعيم المولدين في طلبيرة- ليؤلب أهل طليطلة على الثائرين. فراسل عمروس مولدي طليطلة، فاستطاعوا دحر الثورة وقتلوا «عبيدة بن حميد»، فولّى الحكمُ عمروس بن يوسف ولاية طليطلة.
جمع سليمان بن عبد الرحمن -عم الحكم- جموعًا، وانضم إليه أخوه البلنسي، حاربا بها الحكم في إستجة وجيان وإلبيرة، بين عامي 182 هـ - 184 هـ، إلا أنهما هزما فيها جميعًا، إلى أن ظفر الحكم بعمه سليمان أسيرًا، فأمر بقتله عام 184 هـ، فيما فرّ البلنسي إلى عام 186 هـ، حيث طلب الأمان من الحكم، فأمنه على أن يقيم ببنيه في بلنسية، بل وزوّج الحكمُ ابنَ عمه «عبيد الله بن البلنسي» من إحدى شقيقاته.
وفي عام 189 هـ، تسرّبت إلى الحكم أخبار مؤامرة يدبرها بعض فقهاء وأقطاب قرطبة -أمثال عيسى بن دينار ويحيى بن يحيى الليثي ويحيى بن مضر القيسي- الساخطين على سلوك الحكم مع بعض أقارب الحكم. فأمر بالقبض عليهم، وأعدم 72 رجلاً منهم «يحيى بن مضر القيسي» وعمّيه «أمية» و«كليب» ابنَـي «عبد الرحمن الداخل»، وفر «يحيى الليثي» و«عيسى بن دينار».
وفي عام 190 هـ، ثار البربر في ماردة، فسار إليهم الحكم بنفسه، إلا أنه ارتد سريعًا بعد أن بلغته أنباء التمرد في بعض ضواحي قرطبة، وأسكن التمرد. وظل البربر في ماردة على تمردهم يهزمون حملات الحكم المتوالية إلى أن أخضعهم الحكم عام 197 هـ.
وفي عام 191 هـ، رتب الحكم بالتنسيق مع عمروس بن يوسف -واليه على طليطلة- وليمة لوجوهها وأعيانها الذين كانوا ينزعون للثورة على حكمه، ثم دبرا مذبحة كبيرة أودت بحياة خمسة آلاف رجل منهم، لتخضع طليطلة طوال عهد الحكم.
وفي 13 رمضان 202 هـ، قام أهل قرطبة -خاصة سكان حي الربض الجنوبي- بثورة عظيمة ضد الحكم بن هشام، نتيجة زيادة الضرائب، وقيام الحكم بقتل عشرة من رؤوس المدينة وصلبهم، ثم قيام مملوك للحكم بقتل أحد أهل المدينة لأنه طالبه بثمن صقل سيفه. فهاج أهل قرطبة -وخاصة أهل الربض الجنوبي- وتوجهوا نحو القصر لإسقاط الحكم بن هشام، فقاومهم الحكم بكل ما أوتي من قوة. ولم تنتهِ الثورة إلا بعد ثلاثة أيام بعد أن أفنى عددًا كبيرًا من الثائرين، ثم أمر الحكم بصلب ثلاثمائة من الثوار وهدم الربض الجنوبي بأكمله وتشريد أهله خارج قرطبة، حيث تفرقوا بين المدن وهاجر بعضهم إلى المغرب والإسكندرية، وقد عرفت تلك الأحداث بوقعة الربض، وإليها يرجع تلقيب الحكم بن هشام بـ «الحكم الربضي».

## غزوات الفرنج والجليقيين
في عام 181 هـ/797م، استولى جيش بقيادة ابن «شارلمان» لويس ملك آكيتين على مدينة جرندة، بعد أن عبر «البلنسي» جبال البرانس ليطلب دعم شارلمان. وقد عاث هذا الجيش في الثغر الأعلى، قبل أن ينسحب عائدًا أدراجه. وفي عام 185 هـ/801م، استغل ألفونسو الثاني ملك أستورياس انشغال الحكم بالثورات الداخلية، وتحالف مع «شارلمان» الذي سيّر جيشًا كبيرًا بقيادة ابنه لويس الورع لمهاجمة برشلونة التي صمدت لسبعة أشهر تحت الحصار إلى أن سلمّت، لتصبح برشلونة من حينها قاعدة لإمارة قطلونية الجديدة.
في عام 193 هـ/809م، هاجم جيش «لويس الورع» طرطوشة وحاصرها، فأرسل الحكم جيشًا بقيادة ابنه «عبد الرحمن» هزم جيش لويس، وفك حصار طرطوشة. وفي عام 194 هـ/810م، هاجم «ألفونسو الثاني» ملك أستورياس قلمرية وأشبونة، فغزا الحكم ألبة والقلاع وعاد بالغنائم. وفي عام 196 هـ، أرسل الحكم جيشًا بقيادة عمه «عبد الله البلنسي» لغزو قسطلونة، فهاجم برشلونة، ولكن دون أن يفتحها.
كما بعث الحكم قائده «عبد الكريم بن عبد الواحد بن مغيث» عام 200 هـ/816م في جيش لغزو جليقية، خاض بعض المعارك التي عاد منها محملاً بالغنائم.

## وفاته
بعد وقعة الربض، مرض الحكم بن هشام مرضًا لازمه أربع سنوات. وفي 11 ذي الحجة 206 هـ، اشتد مرضه فأوصى بالعهد إلى ابنه «عبد الرحمن» ومن بعده ابنه «المغيرة بن الحكم»، وأمر بأخذ البيعة لهما، فكان بذلك أول من يأمر من أمراء الأندلس بأخذ بيعة العهد. وتوفي الحكم بعد ذلك في 26 ذي الحجة 206 هـ، وصلى عليه ابنه «عبد الرحمن»، ودفن بالقصر. وقد أنجب الحكم من الولد ثمانية عشر ولدًا منهم هشام وهو أكبر بنيه وعبد الرحمن وأمية وعبد العزيز وسعيد والأصبغ والمغيرة ويعقوب، ومن البنات واحدة وعشرين.

## صفته وشخصيته
وصفه ابن عذاري بأنه: «آدم شديد الأدمة، طويل، أشمّ، نحيف، لم يخضب.» أما عن شخصيته، فقد كان طاغية، شجاعًا، حازمًا، شديد الوطأة على خصومه والخارجين عليه، ومع ذلك تحدوه نزعة للإنصاف والعدل. وكان نقش خاتمه «بالله يثق الحكم وبه يعتصم» وهو أول من أظهر أبهة الملك في الأندلس، واستكثر من الموالي والبطانة، وكان ميالاً للهو مولعًا بالفروسية والصيد، مسرفًا، مجاهرًا بشرب الخمر.
كان الحكم أيضًا شاعرًا مجيدًا، ومن شعره هذه الأبيات التي قالها في خمس جواري، كان يعشقهن وتمنعن عليه يومًا:

## أعماله
كان الحكم أول من أظهر أبهة الملك في الأندلس، فاستكثر من الموالي والحاشية، واتخذ حرسًا خاصًا بلغ نحو خمسة آلاف من الصقالبة. كما كان يجمع من يستحسن شكله من الرعية، ويخصيهم ويضمهم إلى حاشية قصره.
وقد ازدهرت الأحوال الاقتصادية في عصره، حتى بلغت جباية قرطبة وضواحيها في عصره نحو 110 ألف دينار. في عام 199 هـ، أصاب المناطق الشمالية من الأندلس قحط شديد، فبادر الحكم إلى إغاثة ومعاونة المنكوبين، ووزع الصدقات والأموال على الضعفاء والمساكين وأبناء السبيل.
وفي عصر الحكم، انتقلت الفتيا من مذهب الأوزاعي إلى مذهب مالك، بعد أن عاد بعض أهل الأندلس بالمالكية من المشرق، وانتشارها بين أهل الأندلس. كان من أعلام عصر الحكم، العالم عباس بن فرناس والشاعر يحيى الغزال، كما قدم زرياب في عصره إلى قرطبة، قادمًا من المشرق.